# Teilbereiche der Ruraue im Stadtgebiet Düren
Koordinaten: 50° 46′ 58″ N, 6° 28′ 54″ O
Das Naturschutzgebiet Teilbereiche der Ruraue im Stadtgebiet Düren liegt auf dem Gebiet der Stadt Düren im Kreis Düren in Nordrhein-Westfalen.
Das aus drei Teilflächen bestehende Gebiet liegt im Dürener Stadtgebiet und erstreckt sich entlang der Rur zwischen dem Dürener Stadtteil Birkesdorf im Nordosten und dem Kernort der Gemeinde Kreuzau im Süden.

## Bedeutung
Das etwa 103,5 ha große Gebiet wurde im Jahr 1982 unter der Schlüsselnummer DN-014 unter Naturschutz gestellt. Schutzziele sind 
- die Rücknahme der Verbuschung und die zukünftige Erhaltung von Magergrünland zwecks Arrondierung mit Magergrünlandflächen des bestehenden Naturschutzgebietes,
- die Erhaltung und Optimierung einer reich strukturierten Auenlandschaft in städtischem und landwirtschaftlichem Umfeld,
- die Erhaltung einer strukturreichen Auenlandschaft mit Magergrünlandstandorten als Refugium für seltene Pflanzen- und Tierarten und
- die Erhaltung einer strukturreichen Auenlandschaft (Feucht- und Magergrünland, Ufergehölz, Kleingewässer).[2]